# Framo V 501
Der Framo V 501 ist ein Kleintransporter, der in den Jahren 1941 bis 1943 sowie 1949 bis 1951 von Framo in Hainichen hergestellt wurde. Eine Besonderheit dieses Fahrzeugs ist die Verwendung eines Doppelkolbenmotors ab 1943.

## Geschichte

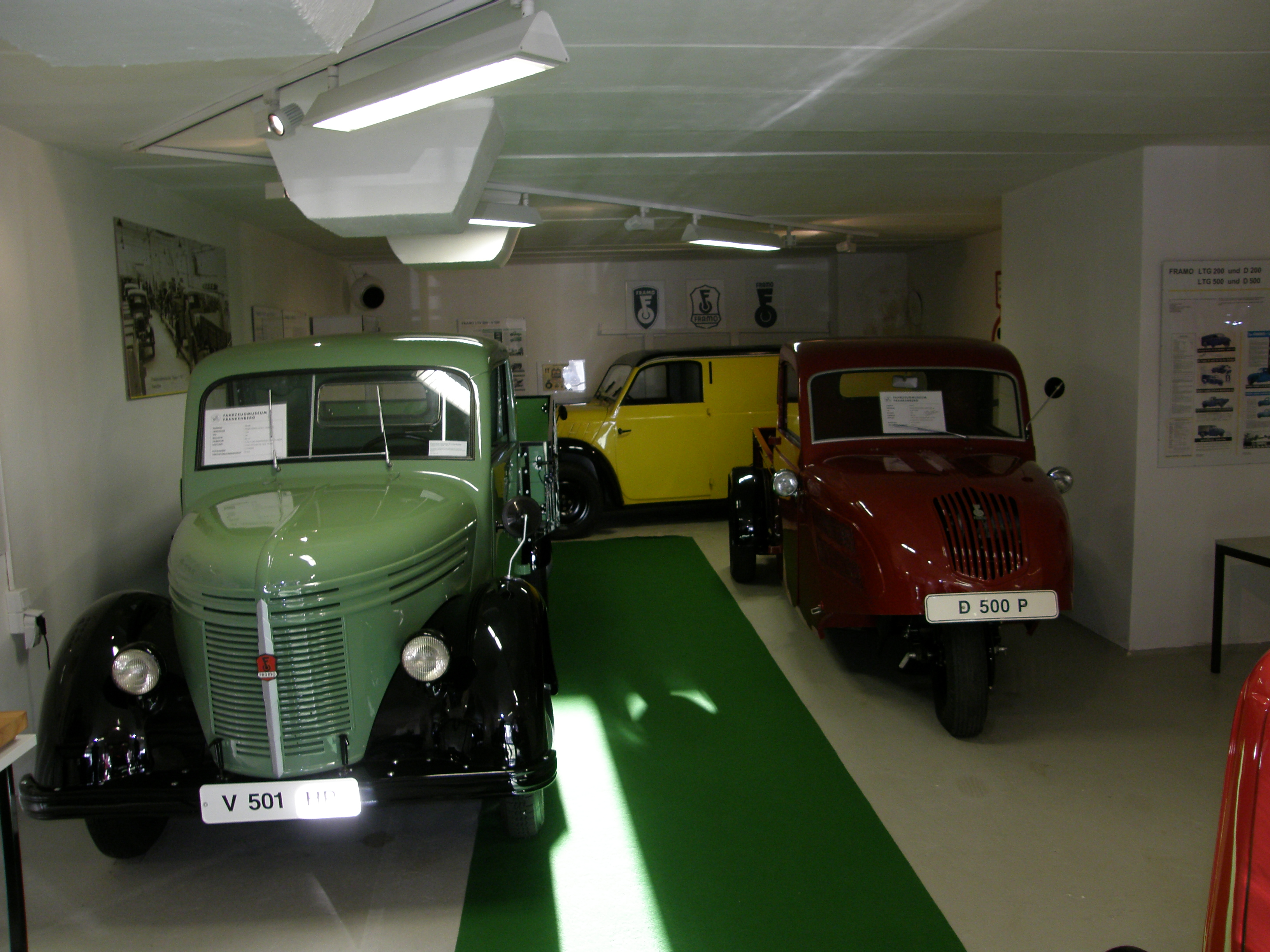
Framo V 501 (links) im Framo-Museum

Die ersten vierrädrigen Framo-Transporter wurden 1934 produziert. Ab 1939 wurde der Typ Framo V 500 gebaut, dem 1941/42 der Typ V 501/1 folgte. Beide wurden mit herkömmlichen Zweizylinder-Zweitaktmotoren ausgestattet. Mitten im Krieg kam es zu der bemerkenswerten Entscheidung, den DKW-Doppelkolbenmotor U 500 in den Kleintransporter einzubauen. Die Initiative ging vom damaligen Framo-Chef Hans Werner Skafte Rasmussen aus. Die Konstruktion bewirkte bei gleichem Hubraum des bisherigen Motors eine merkliche Leistungssteigerung. Dabei wurde auch eine für Zweitaktmotoren ungewöhnlich große Laufruhe erzielt. Die Kühlung des Triebwerks war jedoch unzureichend. Das Problem wurde nicht mehr behoben, weil die Serienfertigung im Herbst 1943 nach 1630 Fahrzeugen zugunsten der Rüstungsproduktion eingestellt werden musste. Während des Krieges wurden für alle Motorvarianten des V 501 Umrüstsätze für Propangasbetrieb entwickelt und angeboten.
Nach der Verhaftung Rasmussens und der Demontage des Framo-Werks durch die Sowjets wurde der Betrieb 1946 zur Produktion einfachster Bedarfsgüter wieder freigegeben. Der ab 1949 volkseigene Betrieb setzte die Produktion des nunmehr V 501/2 genannten Fahrzeugs fort, 1949 wurden 65 Fahrzeuge gebaut. Da sich die ehemaligen Zuliefererbetriebe größtenteils innerhalb der sowjetischen Besatzungszone befanden, wurde relativ frühzeitig eine stabile Produktion erreicht. Das markante Motorkonzept wurde jedoch nicht weiter verfolgt und 1951 aufgegeben. Insgesamt wurden vom Framo V 501 mit Doppelkolbenmotor 2845 Exemplare hergestellt.

## Technische Daten
|                                | Framo V 501/1 und -/2                                                        |
| ------------------------------ | ---------------------------------------------------------------------------- |
| Motor:                         | Doppelkolben, Zweitakt, zwei Zylinder in Reihe, 4 Kolben                     |
| Hubraum:                       | 496 cm³                                                                      |
| Bohrung × Hub:                 | zweimal 45 mm × 78 mm                                                        |
| Leistung bei 1/min:            | 13 kW (18 PS) bei 3400/min                                                   |
| Max. Drehmoment bei 1/min:     |                                                                              |
| Verdichtung:                   | 4,8                                                                          |
| Kühlung:                       | Wasser                                                                       |
| Getriebe:                      | 4 + 1 (unsynchronisiert) mit Lenkstockschaltung                              |
| Schmierung:                    | Gemischschmierung im Verhältnis 1:25                                         |
| Lichtmaschine:                 | 6 V                                                                          |
| Fahrwerk:                      | Querlenker und Querfeder vorn, Starrachse hinten, Trommelbremsen vorn/hinten |
| Leergewicht: (Pritsche/Kasten) | 790/905 kg                                                                   |
| Maße L × B × H: (Pritsche)     | 4050 × 1540 × 1715 mm                                                        |
| Höchstgeschwindigkeit:         | 60 km/h                                                                      |